# МКБ-10
Междунаро́дная статисти́ческая классифика́ция боле́зней и пробле́м, свя́занных со здоро́вьем, Деся́того пересмо́тра (МКБ-10) — версия классификатора МКБ, разработанная в 1989 году, принятая ВОЗ в 1990 году и заменяемая в 2022 году очередной версией МКБ (11-го пересмотра, МКБ-11).

## История
Десятый пересмотр Международной статистической классификации болезней и проблем, связанных со здоровьем, проведён с 25 сентября по 2 октября 1989 года Всемирной организацией здравоохранения в Женеве. МКБ-10 была одобрена на 43-й сессии Всемирной ассамблеи здравоохранения в мае 1990 года и с 1994 года в разные годы стала внедряться в разных странах. Первой страной, перешедшей на использование МКБ-10, стал Таиланд в 1994 году. Некоторые страны сделали это намного позже, к примеру, США — только в 2015 году. В нескольких странах-членах ВОЗ и в 2019 году МКБ-10 ещё не использовалась (использовались классификации МКБ-9 и МКБ-8).
На территории России действие МКБ-10 как единого нормативного документа для формирования системы учёта и отчётности в системе здравоохранения было введено с 1 января 1999 года приказом Министерства здравоохранения № 170 от 1997 года.
Основным нововведением Международной классификации болезней десятого пересмотра стало использование алфавитно-цифровой системы кодирования, предполагающей наличие в четырёхзначной рубрике одной латинской буквы, за которой следуют три цифры со включением точки, что позволило более чем вдвое увеличить размеры структуры кодирования. Введение в рубрики букв или групп букв позволяет закодировать в каждом классе до 100 двухзначных категорий с десятком субкатегорий в каждой. Из латинского регистра в 26 букв использовано 25, буква U оставлена в резерве. Таким образом, возможны номера кодов от A00.0 до T99.9 и от V00.0 до Z99.9. Кроме того, важным нововведением стало включение в конце некоторых классов перечня рубрик, классифицирующих нарушения, которые возникли после проведения медицинских процедур. Эти рубрики описывали состояния, которые развивались в результате различных вмешательств, например эндокринные и метаболические расстройства после удаления органа или другие патологические состояния, например демпинг-синдром, который является осложнением некоторых хирургических вмешательств на желудке.
Во время действия МКБ-10 много раз дополнялась (обновлялась). На смену МКБ-10 приходит новая классификация МКБ-11, которая была принята ВОЗ в 2019 году и вводится в действие с 2022 года

## Структура
Бумажное издание МКБ-10 состоит из трёх томов:
- том 1 содержит основную классификацию, а также содержит раздел «Морфология новообразований», специальные перечни для сводных статистических разработок, определения и номенклатурные правила;
- том 2 содержит инструкции по применению для пользователей МКБ;
- том 3 представляет собой алфавитный указатель к классификации.

Структура МКБ-10 разработана на основе классификации, предложенной Уильямом Фарром. Его схема заключалась в том, что для всех практических и эпидемиологических целей статистические данные о болезнях должны быть сгруппированы определённым образом:
- эпидемические болезни;
- конституциональные или общие болезни;
- местные болезни, сгруппированные по анатомической локализации;
- болезни, связанные с развитием;
- травмы.

Классы I—XVII относятся к заболеваниям и другим патологическим состояниям, класс XIX — к травмам, отравлениям и некоторым другим последствиям воздействия внешних факторов. Остальные классы охватывают ряд понятий, касающихся диагностических данных.

### Блоки рубрик
Классы подразделяются на однородные «блоки» трёхзначных рубрик. Например в классе I названия блоков отражают две оси классификации — пути передачи инфекции и широкую группу патогенных микроорганизмов.
В классе II первой осью является характер новообразований по локализации, хотя несколько трёхзначных рубрик предназначены для важных морфологических типов новообразований (например, лейкозы, лимфомы, меланомы, мезотелиомы, саркома Капоши). Диапазон рубрик дан в скобках после каждого названия блока.

### Трёхзначные рубрики
В рамках каждого блока некоторые из трёхзначных рубрик предназначены только для одной болезни, отобранной вследствие её частоты, тяжести, восприимчивости к действиям служб здравоохранения, в то время как другие трёхзначные рубрики предназначены для групп болезней с некоторыми общими характеристиками. В блоке обычно имеются рубрики для «других» состояний, дающие возможность классифицировать большое число различных, но редко встречающихся состояний, а также «неуточнённые» состояния.

### Четырёхзначные подрубрики
Большинство трёхзначных рубрик подразделено посредством четвёртого цифрового знака после десятичной точки с тем, чтобы можно было использовать ещё до 10 подрубрик. Если трёхзначная рубрика не подразделена, рекомендуется использовать букву «X» для заполнения места четвёртого знака, чтобы коды имели стандартный размер для статистической обработки данных.
Четырёхзначные подрубрики используют любым подходящим способом, определяя, например, различные локализации или разновидности одной болезни.
Четвёртый знак .8 обычно используется для обозначения «других» состояний, относящихся к данной трёхзначной рубрике, а знак .9 чаще всего используется чтобы выразить то же понятие, что и название трёхзначной рубрики без добавления какой-либо дополнительной информации.

### Неиспользованные коды «U»
Коды U00—U49 следует использовать для временного обозначения новых болезней неясной этиологии. Коды U50—U99 могут быть использованы в исследовательских целях, например для апробирования альтернативной подклассификации в рамках специального проекта. Коды U00 — U89 используются для особых целей и составляют XXII класс болезней.

## Обновления кодов
МКБ-10 неоднократно обновлялся путём изменения рубрик, кодов названий заболеваний, симптомов, синдромов и дополнений в разделах.

## Перечень классов МКБ-10
Список классов
| Литера | Класс | Заголовок |
| A      | I     | Некоторые инфекционные и паразитарные болезни                                                                                              |
| B      | I     | Некоторые инфекционные и паразитарные болезни                                                                                              |
| C      | II    | Новообразования |
| D      | III   | Болезни крови, кроветворных органов и отдельные нарушения, вовлекающие иммунный механизм                                                   |
| E      | IV    | Болезни эндокринной системы, расстройства питания и нарушения обмена веществ                                                               |
| F      | V     | Психические расстройства и расстройства поведения                                                                                          |
| G      | VI    | Болезни нервной системы |
| H      | VII   | Болезни глаза и его придаточного аппарата                                                                                                  |
| H      | VIII  | Болезни уха и сосцевидного отростка |
| I      | IX    | Болезни системы кровообращения |
| J      | X     | Болезни органов дыхания |
| K      | XI    | Болезни органов пищеварения |
| L      | XII   | Болезни кожи и подкожной клетчатки |
| M      | XIII  | Болезни костно-мышечной системы и соединительной ткани                                                                                     |
| N      | XIV   | Болезни мочеполовой системы |
| O      | XV    | Беременность, роды и послеродовой период                                                                                                   |
| P      | XVI   | Отдельные состояния, возникающие в перинатальном периоде                                                                                   |
| Q      | XVII  | Врождённые аномалии (пороки развития), деформации и хромосомные нарушения                                                                  |
| R      | XVIII | Симптомы, признаки и отклонения от нормы, выявленные при клинических и лабораторных исследованиях, не классифицированные в других рубриках |
| S      | XIX   | Травмы, отравления и некоторые другие последствия воздействия внешних причин                                                               |
| T      | XIX   | Травмы, отравления и некоторые другие последствия воздействия внешних причин                                                               |
| V      | XX    | Внешние причины заболеваемости и смертности                                                                                                |
| W      | XX    | Внешние причины заболеваемости и смертности                                                                                                |
| X      | XX    | Внешние причины заболеваемости и смертности                                                                                                |
| Y      | XX    | Внешние причины заболеваемости и смертности                                                                                                |
| Z      | XXI   | Факторы, влияющие на состояние здоровья населения и обращения в учреждения здравоохранения                                                 |
| U      | XXII  | Зарезервировано |